# 怒りの群れ
『怒りの群れ』（いかりのむれ、原題：The Pack）は、1977年制作のアメリカ合衆国のホラー・パニック映画。
シーズンオフのリゾートアイランドを舞台に、行楽客が置き去りにしたペットの犬たちが凶暴な野犬と化し、人間を襲うさまを描いた動物パニック映画。

## あらすじ
夏も終わりひっそりと静まったリゾートアイランドのとある島で、ある日異変が起こる。行楽客が置き去りにしたペットの犬たちが凶暴な野犬と化し、地元の住民たちを襲い始めたのだ。
次々と犠牲者が出る中、住民たちは島に永住するために移住してきた海洋学者のジェリーを中心に結束、野犬の群れと闘う。

## キャスト
- ジェリー：ジョー・ドン・ベイカー
- ミリー：ホープ・アレクサンダー＝ウィリス
- ハーディマン：リチャード・B・シャル
- コッブ：R・G・アームストロング
- ウォーカー：ネッド・ワーティマー
- マージ：ビビ・ベッシュ
- マクミニミー：デロス・V・スミス・Jr
- ジム・ダッジ：リチャード・オブライエン
- トミー・ダッジ：ポール・ウィルソン
- ロイス：シェリー・マイルズ

※テレビ放送：テレビ朝日「日曜洋画劇場」1984年8月19日